# 42910 Samanthalawler
42910 Samanthalawler è un asteroide della fascia principale. Scoperto nel 1999, presenta un'orbita caratterizzata da un semiasse maggiore pari a 2,3952892 au e da un'eccentricità di 0,2315526, inclinata di 10,02558° rispetto all'eclittica.